# Орто-Стан
Орто-Стан — река в России. Протекает по территории Усть-Янского района Якутии. Одна из крупнейших рек полуострова Буор-Хая. Длина — 86 км.
Река берёт начало севернее озёр Муос-Мелите на высоте около 20 метров и течёт на северо-запад.
На 68 км от устья принимает левый приток — безымянную реку длиной 12 км. Её координаты: 71°30′29″ с. ш. 132°42′30″ в. д.
В центральной части река имеет следующие характеристики: ширина 10 метров, глубина 0,7 метра; грунты дна вязкие.
Река с востока впадает в губу Буор-Хая моря Лаптевых. У устья имеет ширину в 50 метров, глубину 1,8 метра; грунты дна вязкие.
На левом берегу, у устья, расположено зимовье.
Русло реки извилистое, множество меандров и стариц. Климат арктический.
Водосборный бассейн Орто-Стана граничит с бассейнами рек Оголор, Балыктыр, Делбирге и Халчагай.